# Droga żelazna

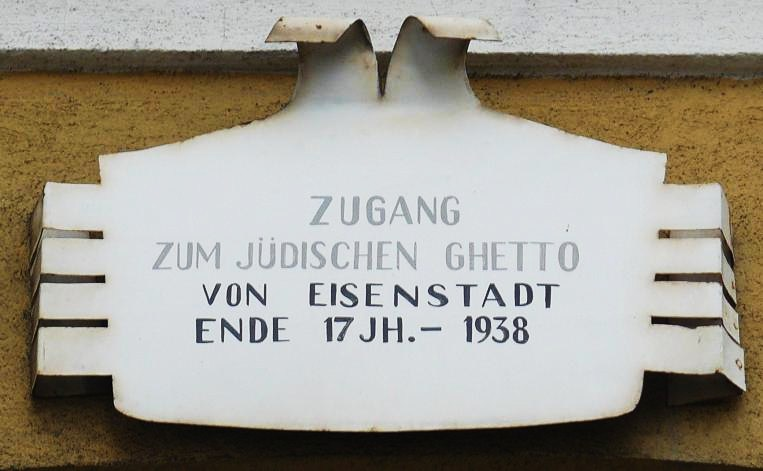
Tablica nad wjazdem do getta w Eisenstadt

Droga żelazna (hebr. מסילת ברזל Mesilat barzel) – powieść izraelskiego pisarza Aharona Appelfelda z 1991.

## Treść
Głównym bohaterem powieści jest Erwin Siegelbaum – syn radykalnego komunisty żydowskiego z Czerniowiec. Ojciec, wraz z matką, zabici zostali w obozie koncentracyjnym Wirblbahn przez nazistę austriackiego – pułkownika Nachtigala. Erwin od czterdziestu lat przemierza pociągami Austrię w celu znalezienia zbrodniarza i zabicia go. Podróże te są także źródłem utrzymania bohatera – odwiedza on jarmarki i targi na swojej trasie i skupuje na nich, celem dalszej odsprzedaży, różnego rodzaju żydowskie pamiątki (judaika), jakie zachowały się w małych miasteczkach.
Ważny jest nie tylko opis akcji, ale także wewnętrzne przemyślenia bohatera dotyczące losów Żydów, komunizmu, konsekwencji działań. Całości dopełnia nostalgiczny opis pensjonatów, hoteli, a przede wszystkim pociągów, które są prawdziwym domem bohatera. Spotyka w nich zarówno Żydów, jak i byłych nazistów.

## Wydanie polskie
Droga żelazna, przeł. Hanna Volovici, Wydawnictwo W.A.B., Warszawa 2006, ISBN 83-7414-219-7.